# Sigrid Huun
Sigrid Huun, född 25 juli 1952, är en norsk skådespelare. Hennes filmdebut skedde 1969 i Dödsleken (Himmel og helvete). Hon är även yrkesverksam psykolog.

## Filmografi (urval)
- 2003 - Hotel Cæsar
- 1999 -  Sufflösen
- 1990 – Gränslots
- 1969 – Dödsleken